# Samsung Galaxy Note 10 Lite

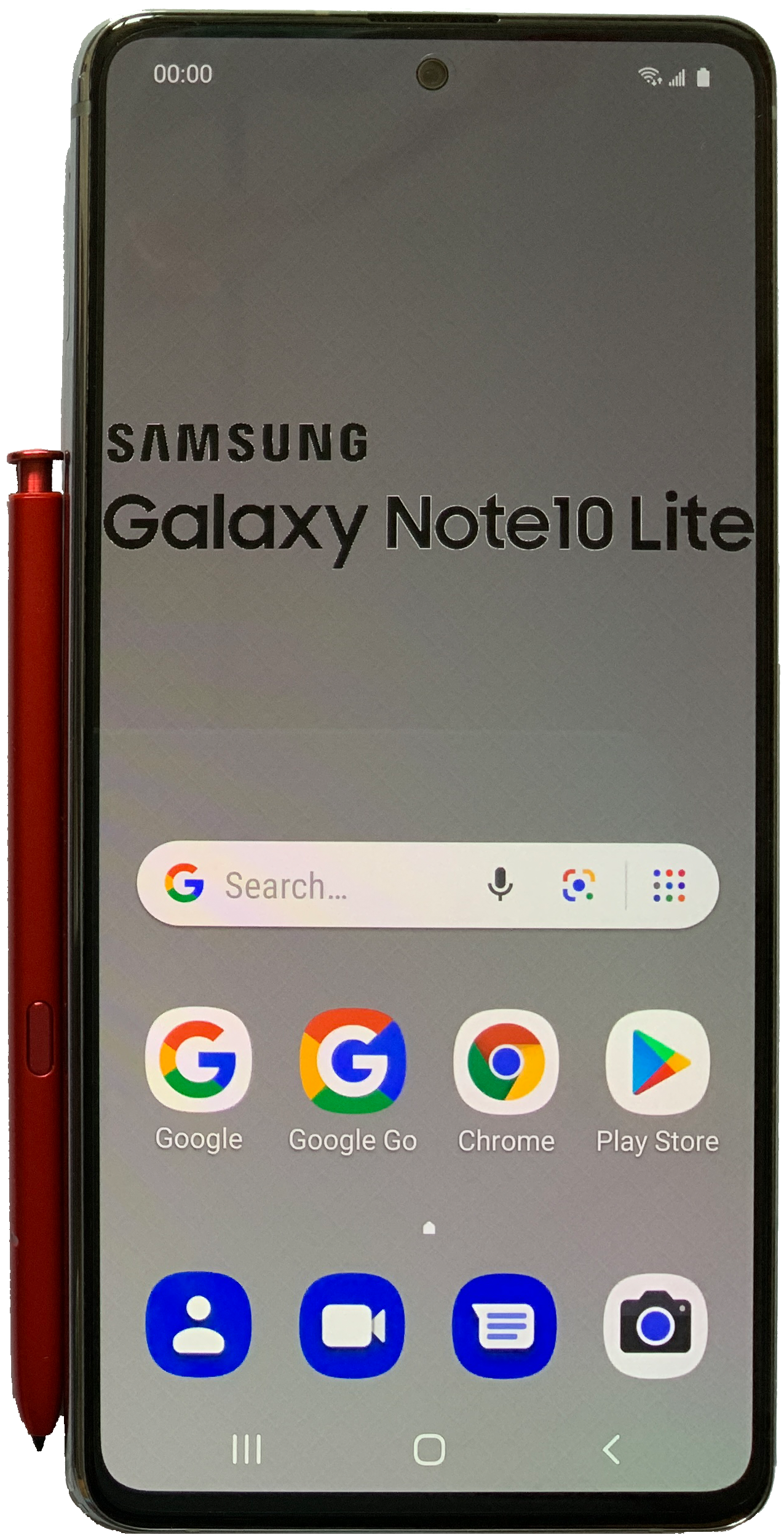
Samsung Galaxy Note 10 Lite

Samsung Galaxy Note 10 Lite – smartfon południowokoreańskiej firmy Samsung z rodziny Galaxy. Telefon został przedstawiony 3 stycznia 2020 roku na oficjalnej stronie internetowej producenta. Należy do grupy telefonów, które wykorzystują specjalny rysik Bluetooth.
Telefon został wyposażony w wyświetlaczy Infinity-O, ośmiordzeniowy procesor 10nm, 6 GB pamięci RAM oraz Baterię o pojemności 4500 mAh. Pamięć wewnętrzna telefonu to 128 GB, karta microSD pozwala ją rozbudować do 512 GB.
Ekran telefonu ma przekątną 6,7 cala i kinowe proporcje 20:9. Obsługuje rozdzielczość Full HD+.
Samsung Galaxy Note 10 Lite wyposażony jest w trzy tylne oraz jeden przedni obiektyw. Pierwszy z aparatów posiada 12MP oraz obiektyw o polu widzenia 123 stopni. Główny aparat (12MP) cechuje się optyczną stabilizacją obrazu oraz obiektywem z przysłoną F1.7. Trzeci aparat służy do robienia zbliżeń – jest wyposażony w teleobiektyw. Przednia kamera wyróżnia się natomiast matrycą o rozdzielczości 32 MP.
|              | Dane techniczne:                                         |
| ------------ | -------------------------------------------------------- |
| Wymiary:     | 163,7 × 76,1 x 8,6 mm                                    |
| Wyświetlacz: | 6.7” FHD+ (2400 x 1080), Super AMOLED Infinity-O Display |
| Procesor:    | Octa-Core Exynos 9810 (4x 2.0 GHz + 4x 1.8 GHz)          |